# Balian d'Ibelin (1239-1277)
Pour les articles homonymes, voir Balian d'Ibelin.
Balian d'Ibelin, né en 1239, mort en 1277, seigneur d'Arsouf, fils de Jean d'Ibelin, seigneur d'Arsouf et de Alice de Cayphas.
Il épousa en 1254 Plaisance d'Antioche, veuve d'Henri Ier de Chypre. Sans enfants, il la répudia en 1258 et se remaria vers 1261 avec Lucie de Chenechy. Ils eurent :
- Jean († 1309)
- Jeanne d'Ibelin, mariée à Baudouin du Morf, seigneur de Stambole
- Ermeline d'Ibelin